# 殷同

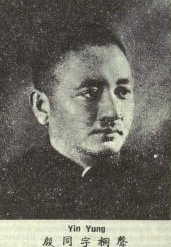
殷同，来自1936年出版的第5版《中国名人录》

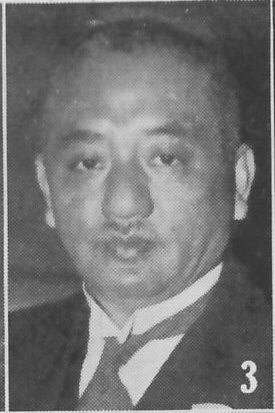
殷同（1940年前後）

殷同（1889年—1942年12月30日），字桐聲，江蘇江陰人，中華民國政治家。

## 生平
殷同生於清光緒十五年。畢業於南京的陸軍第四中學，後留學日本，曾經先後就讀於陸軍經理學校、陸軍高等經理學校，畢業之後回國參軍。
1913年，他任江蘇的陸軍第三師一旅參謀長。1917年8月，中華民國北京政府宣布加入第一次世界大戰的協約國，並對德國、奧匈帝國宣戰。1917年12月，段祺瑞任督辦參戰事務，組織參戰軍，殷同被任命為參戰軍經理科長。1919年6月，第一次世界大戰結束，參戰軍被裁撤。1921年，任中華民國陸軍部統計科科長，後改任淄川礦業所所長、兩淮四岸公所董事。1928年，任河北鹽務監督員。殷同和殷汝耕、袁良、程克被并称为“日本通四巨頭”。
1933年5月31日，國民政府軍事委員會北平分會（簡稱“北平軍分會”）委員長何應欽派代表、北平軍分會總參議熊斌與日本關東軍司令官武藤信義的代表、參謀副長岡村寧次在塘沽簽訂了「塘沽停戰協定」，殷同是當時的中方交涉委員之一。1933年6月17日，行政院駐平政務整理委員會成立，黃郛任委員長，殷同任顧問。6月27日，殷同兼任北平軍分會華北戰區接收委員會委員。10月20日，殷同接替錢宗澤任北寧鐵路管理局局長。11月7日起，黃郛、何應欽、殷同、殷汝耕、陶尚銘與日方岡村寧次、喜多誠一、根本博、花輪敬義等在北平會談，此後中國方面指派殷同、殷汝耕、陶尚銘，日本方面指派喜多誠一、根本博、花輪敬義為會談代表，進行會談。到11月9日，雙方在共會談六次后，簽署了「關於停戰協定善後處理會談」。12月7日，黃郛召集殷同、李擇一、陶尚銘會商接收榆關及平瀋鐵路通車辦法。1935年，殷同任國民政府鐵道部顧問。
1937年7月7日，盧溝橋事變爆發，7月29日日軍攻佔北平。1937年12月14日，中華民國臨時政府在北平中南海居仁堂成立，殷同任中華民國臨時政府建設總署督辦。1938年3月28日，中華民國維新政府在南京成立，9月22日，北平的中華民國臨時政府、南京的中華民國維新政府合流，在北平成立了中華民國政府聯合委員會。1940年3月19日，殷同任中央政治會議委員（汪兆銘任該會議主席），與王克敏、王揖唐、齊燮元、朱深四人代表中華民國臨時政府。1940年3月22日，中央政治會議第三次會議通過「華北政務委員會組織條例」，殷同被任命為華北政務委員會常務委員兼華北政務委員會建設總署督辦，一直任職至去世；3月24日，殷同任中央政治委員會一屆聘請委員；3月29日，中華民國維新政府宣布解散；3月30日，中華民國國民政府（即汪精衛政權）在南京成立，同日，中華民國臨時政府、中華民國政府聯合委員會均宣布解散，華北政務委員會成立，王克敏、殷同等人宣誓就職，殷同作爲漢奸成爲被重慶國民政府明令通緝的77人之一。
1941年4月5日，殷同任中央政治委員會二屆延聘委員（即原“聘請委員”的改稱），同日兼任籌堵黃河中牟決口委員會主任委員；8月13日，殷同兼任華北河渠委員會委員長。1942年3月26日，任中央政治委員會三屆延聘委員。1942年12月30日，殷同因心脏病伴随尿毒症在北平特别市去世，時年54歲（满53岁）。